# Спориш чорноморський
Спориш чорноморський (Polygonum euxinum) — вид трав'янистих рослин родини гречкові (Polygonaceae), поширений на пд.-сх. Європи й у Грузії. Неправильно застосована назва — Polygonum robertii.

## Опис
Багаторічник, 10–50 см заввишки. Листки еліптичні або еліптично-ланцетні. Оцвітина розсічена більш ніж до середини на білі або рожеві листочки. Горішок на 1/4 або 1/2 висувається з оцвітини. Кореневища малопомітні.

## Поширення
Європа: Україна, Болгарія, Румунія, пн. Кавказ (Російська Федерація); Азія: Грузія.
В Україні зростає на пісках в літоральній смузі — на берегах Чорного й Азовського морів (Бердянська, Білосарайська, Крива коса ок. Керчі).